# Archer Milton Huntington
Archer Milton Huntington (Nova Iorque, 10 de março de 1870 — Bethel, 11 de dezembro de 1955) foi um milionário americano que se notabilizou como filantropo, hispanista, arqueólogo, poeta, bibliófilo, colecionador e estudioso de arte.
Archer Huntington era filho de Arabella Huntington e enteado e filho adotivo do  magnata da indústria e caminhos-de-ferro Collis Potter Huntington.[a] Foi um amante das artes ao longo de toda a sua vida e é conhecido pelos seus trabalhos académicos no campo dos estudos hispânicos e por ter fundado a Hispanic Society of America em Nova Iorque. Foi também um grande patrocinador da American Academy of Arts and Letters e da American Numismatic Society, ambas na mesma cidade.
Em 1932 fundou o Museu dos Marinheiros (Mariners' Museum), um dos maiores museus marítimos do mundo, em Newport News, uma cidade que em larga medida foi fundada pelo padrasto de Archer Huntington.

## Biografia
Como enteado e filho adotivo de Collis Huntington, o fundador da companhia de caminhos-de-ferro Central Pacific Railroad e dos estaleiros navais Northrop Grumman Newport News, Archer Huntington era herdeiro de uma das maiores fortunas dos Estados Unidos. Com a aprovação dos seus pais, dedicou-se a viajar, a alimentar os seus interesses culturais e a realizar o seu sonho de infância de fundar um museu com as coleções que foi juntando nas suas viagens, o que concretizou com a fundação em 1904 da Hispanic Society of America.
Uma viagem ao México quando tinha 15 anos selou a sua afeição por tudo quanto era hispânico. Em 1892 fez a sua primeira viagem à Península Ibérica. Era fluente em castelhano a ponto de escrever poemas nessa língua e traduzir para inglês o Cantar de Mio Cid, que publicou em três tomos entre 1897 e 1903 numa edição que incluía o texto em espanhol e notas. Em 1898 voltou a Espanha, onde realizou escavações em Itálica, nos arredores de Sevilha. Visitante habitual desta cidade, foi nomeado filho adotivo desta cidade e membro da Real Academia Sevillana de Buenas Letras.

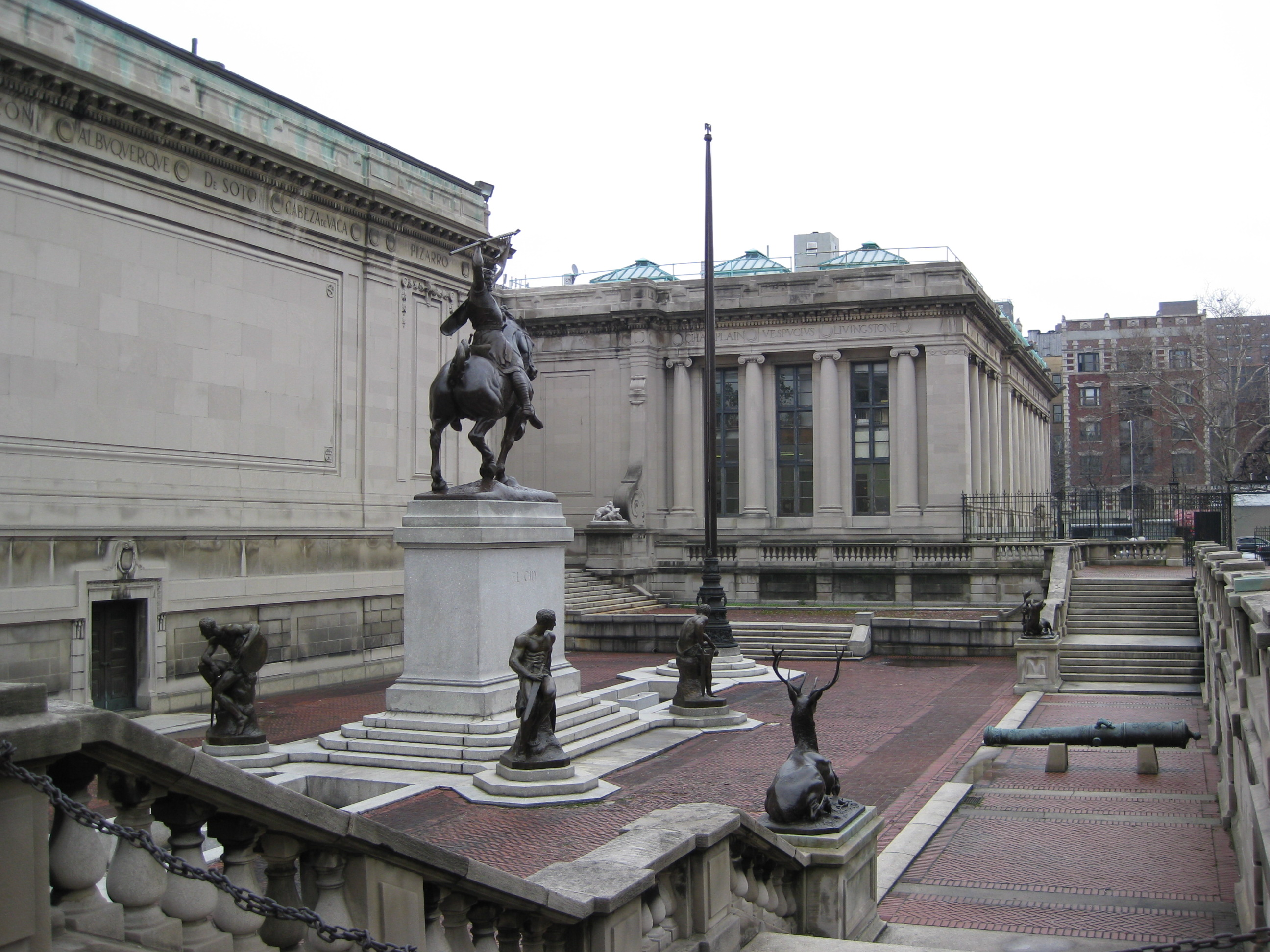
Pátio da Hispanic Society of America em Nova Iorque, com uma estátua equestre de El Cid.

As coleções reunidas por Huntington incluem pinturas de El Greco, Francisco de Zurbarán, José de Ribera, Alonso Cano, Diego Velázquez, Francisco de Goya, Joaquín Sorolla, Marià Fortuny i Marsal, Ramon Casas, Santiago Rusiñol, Isidro Nonell e Ignacio Zuloaga, além de esculturas e outros objetos artísticos espanhóis de cerâmica e ourivesaria. Juntou também mais o que é a maior coleção de livros e documentos hispânicos antigos fora de Espanha, que inclui 15 000 livros anteriores a 1700, onde se contam, por exemplo, primeiras edições do Tirante o Branco, La Celestina, Dom Quixote e de quase toda a obra de Sóror Juana Inés de la Cruz, além de  inúmeros documentos históricos, como cartas de foral medievais, dicionários das línguas ameríndeas, cartas de navegação, bíblias iluminadas, catecismos, livros de horas, etc. Estas coleções constituíram o acervo do chamado Spanish Museum da Hispanic Society of America e da sua biblioteca e centro documental.
Archer Milton Huntington recebeu o título de doutor honoris causa pela Universidade de Madrid, foi correspondente da Academia de la Historia y de la Lengua e recebeu várias condecorações espanholas. Foi presidente da Sociedade Geográfica Americana, da Sociedade Histórica de Nova Iorque, do Museu Americano de História Natural, do Museu Nacional do Índio Americano e da Fundação Heye.

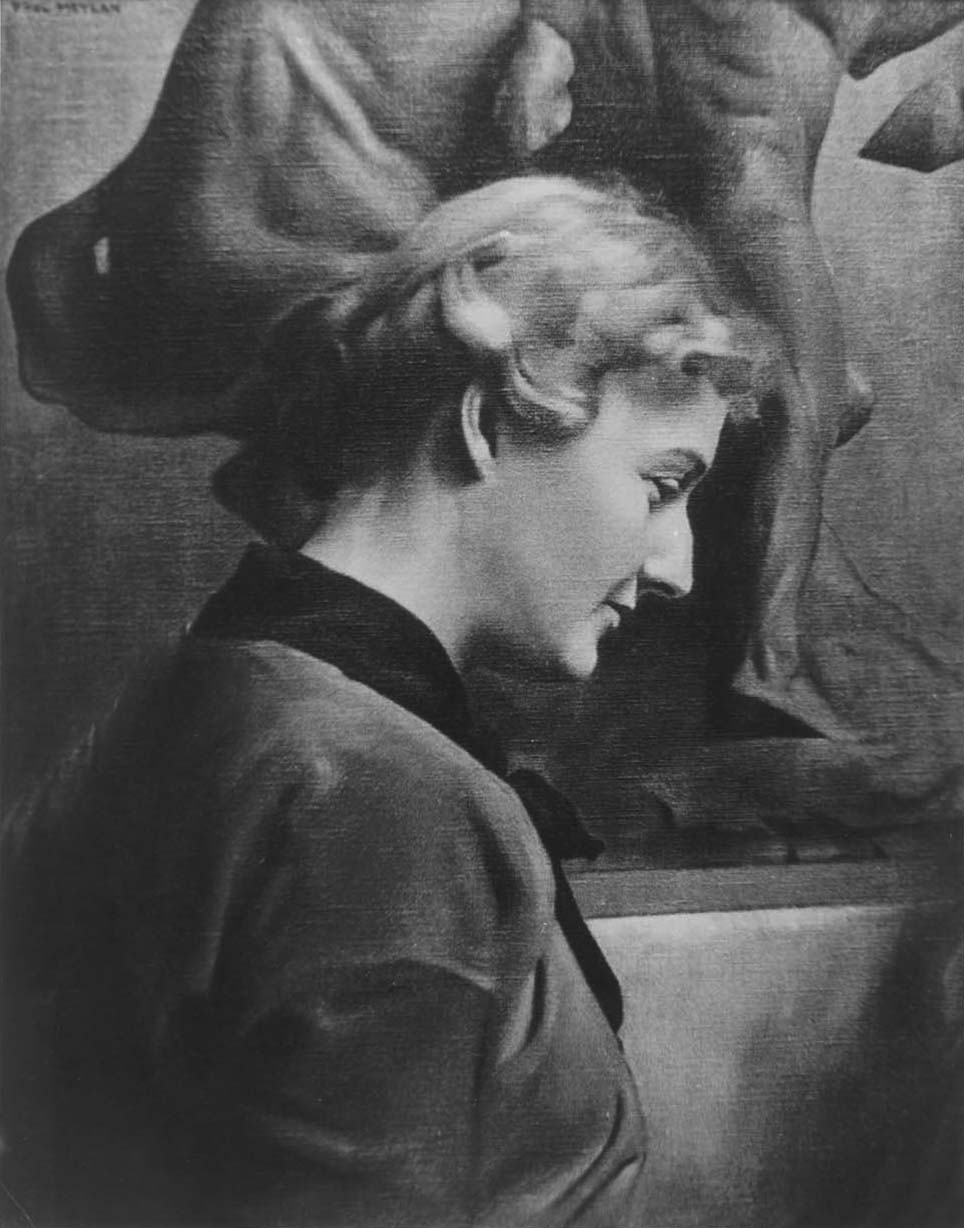
Anna Hyatt, a segunda mulher de Archer Huntington

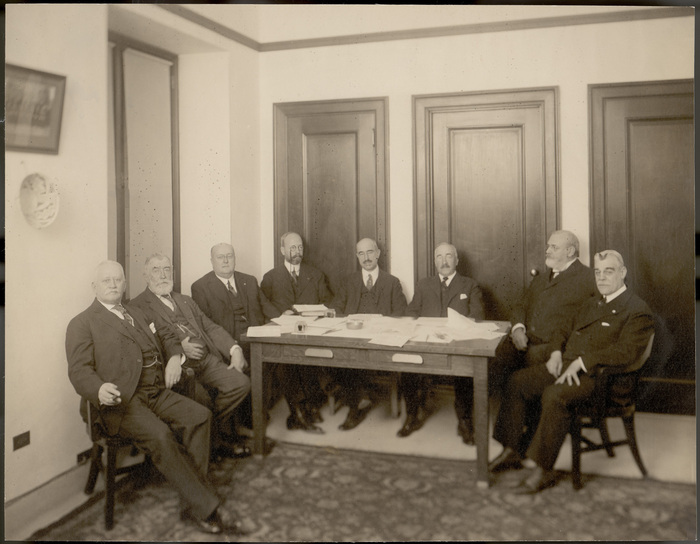
O primeiro Board of Trustees (Conselho de Provedores) do Museu Nacional do Índio Americano e Fundação Heye, cerca de 1920. Archer Huntington é o terceiro a contar da direita.

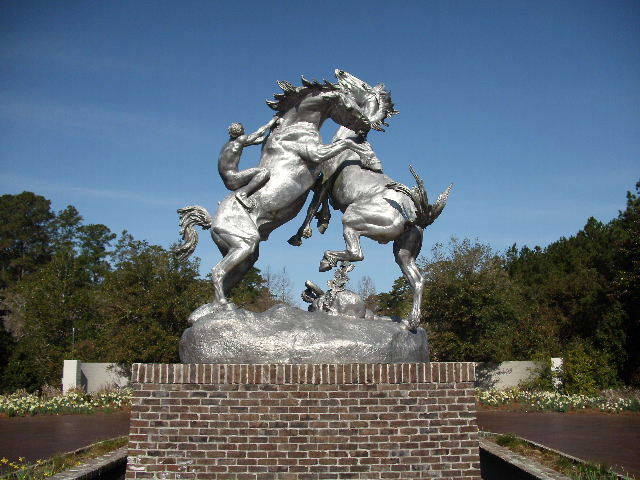
Escultura de Anna Hyatt Huntington em Brookgreen Gardens, Murrells Inlet, Carolina do Sul.

### Casamentos
Archer Huntington casou duas vezes, mas não teve filhos. Em 6 de agosto de 1895 casou com Helen Manchester Gates, a filha da da irmã do seu padrasto, Ellen M.H. Gates, e do reverendo Isaac E. Gates. Como a sua mãe, Helen era escritora. O casamento acabou em divórcio em 1918.
Archer voltou a casar em 10 de março de 1923 com a escultora Anna Hyatt, a autora das esculturas de grandes dimensões que ornamentam o Audubon Terrace da Hispanic Society of America, em Nova Iorque. O dia 10 de março era simultaneamente o aniversário de Archer e de Anna e por iso chamaram ao dia "3 num dia", uma data que ainda hoje é celebrada no Castelo de Atalaya e Brookgreen Gardens, em Murrells Inlet, Carolina do Sul.

## Filantropia
Em 1915, Archer Huntington doou os terrenos onde foi construída a sede de Nova Iorque da American Academy of Arts and Letters.
Em 1932, conjuntamente com Homer L. Ferguson, o dono da Northrop Grumman Newport News, Huntington fundou o Mariners' Museum, um dos maiores museus marítimos do mundo, em Newport News, na Virgínia. No mesmo ano doou terrenos e ajudou a criar os Brookgreen Gardens, em Murrells Inlet, Carolina do Sul, um jardim público que tem em exposição esculturas de diversos artistas americanos. Uma parte dos Brookgreen Gardens está arrendada ao estado e constitui o Huntington Beach State Park.
Em 1936 Huntington criou um fundo que atribui uma bolsa anual para um consultor de Poesia da Biblioteca do Congresso, atualmente designado oficialmente Poet Laureate Consultant in Poetry to the Library of Congress ou, simplificadamente United States Poet Laureate. Em 2006 essa bolsa tinha um valor de 40 000 USD por ano.

## Obra literária
- Versos, poemas em espanhol publicados em 1952 pela Hispanic Society of America
- A Note-Book in Northern Spain (1898)
- Solitary Path
- The days that Pass
- The Sovereign Good
- From the Cup of Silence
- An Apprentice to Truth
- The Moon Lady and Marsh Lights